# 김행직
김행직(1992년 3월 31일 ~ )은 대한민국의 당구 선수이다. 전남당구연맹 소속.

## 생애
당구장을 운영하던 아버지 덕에 3살무렵부터 당구를 접했다. 생일이 3월31일지만 학교를 한 해 빨리 진학했다.
전북 익산에서 이리초등학교와 이리남중학교 졸업후 수원 매탄고등학교로 진학 및 졸업했다.

고등학교 1학년이던 2007년 한국 당구 역사상 최초로 세계주니어 선수권 우승을 차지했다.
고교졸업 후, 당구 특기자로 한국체육대학교 10학번으로 입학할 수 있었지만, 대학교수나 지도자가 되기보다는 훌륭한 선수가 되는 길을 택하여 2010년 6월 독일 당구 프로리그인 분데스리가 1부리그 호스터에크팀에 입단해 당구 4대 천왕 중 한 명이자 포스트 클루망으로 불리는 스웨덴의 토브욘 브롬달과 함께 독일프로리그에서 맹활약, 그리고 네덜란드 에레리그에서 활약 후 귀국하였다.
2010년, 2011년, 2012년 세계주니어 3쿠션선수권대회에서 우승하여 세계주니어 3연패를 달성했다.
2015년 1월20일부터 22일까지 열린 제7회 아시아 3쿠션 당구 선수권 대회에서 역대 최연소 아시아 챔피언이 되었다.
2017년 포르투 월드컵, 2017년 청주 직지월드컵에서 월드컵 2회 연속 우승으로 대한민국 최초 월드컵 2회 우승 선수가 되었다. (만25세 나이에 당구월드컵 우승 기록 수립)
2019년 10월 네덜란드 베겔 3쿠션 월드컵에서 우승하였다.

## 기타
- 한국인 최초 독일분데스리가 1부리그 선수이자 한국인 최초 네덜란드 에레 리그 선수다.[1]